# 2011 en Polynésie française
Cet article présente les faits marquants de l'année 2011 en Polynésie française.

## Évènements

Polynésie française.

- Mardi 18 janvier 2010 : un collectif de cinquante universitaires et chercheurs dénoncent « la présidente de l'université de la Polynésie française Louise Peltzer » pour les « similitudes » sur plusieurs dizaines de pages entre un de ses ouvrages Des langues et des hommes et un livre écrit par Umberto Eco La Recherche de la langue parfaite dans la culture européenne. Selon l'intéressée : « C'est une campagne de dénigrement » menée par « une minorité d'enseignants », estimant que ce sont les réformes engagées dans son université qui sont à l'origine de cette lettre ouverte[1].